# Zotalemimon sybroides
Zotalemimon sybroides là một loài bọ cánh cứng trong họ Cerambycidae.